# Blå rummet

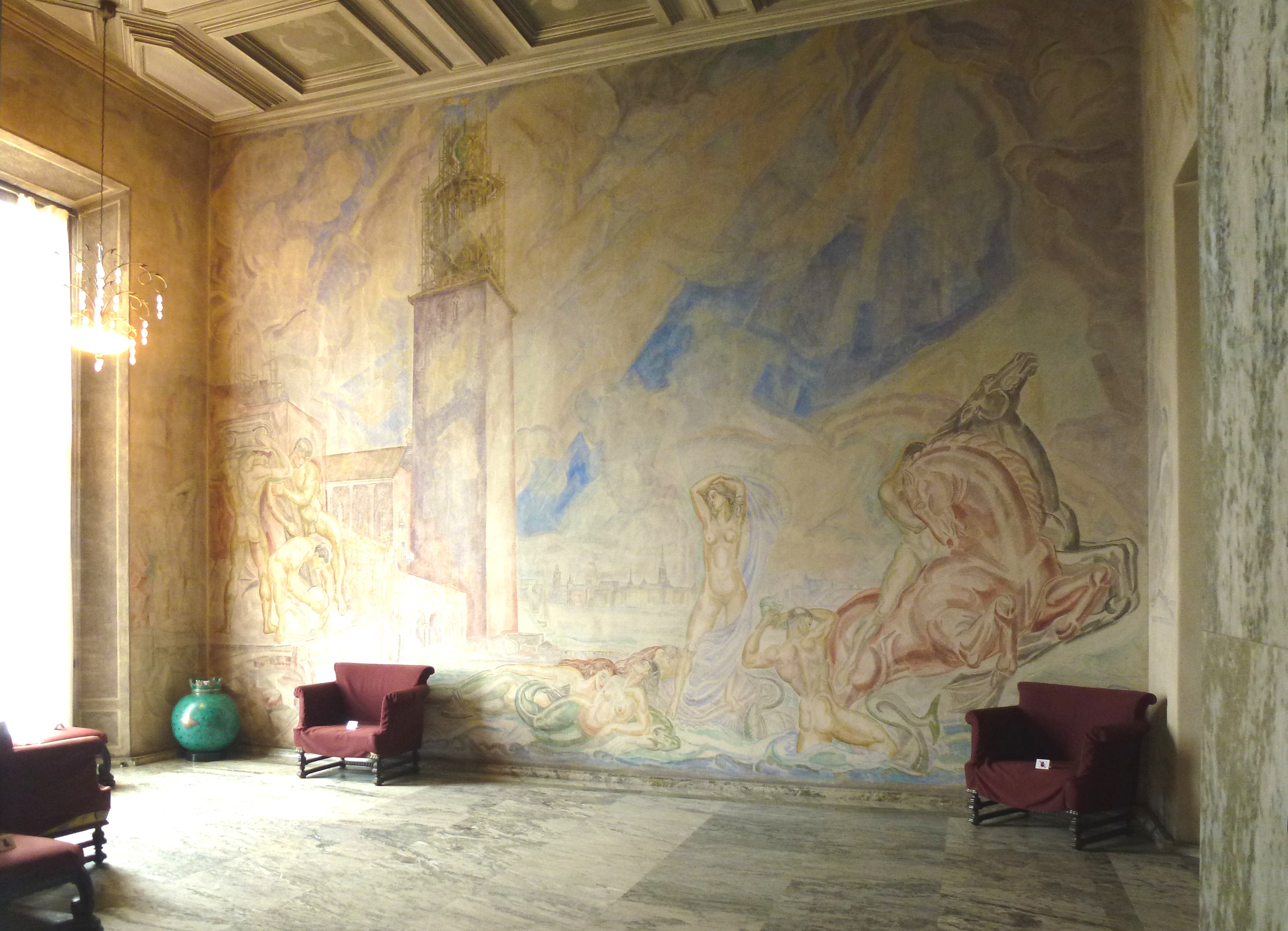
Blå rummets västra fondvägg.

Blå rummet är ett rum i Stockholms stadshus. Rummet ligger i Södra längan under Måntornet och i anslutning till Salen Tre kronor. 

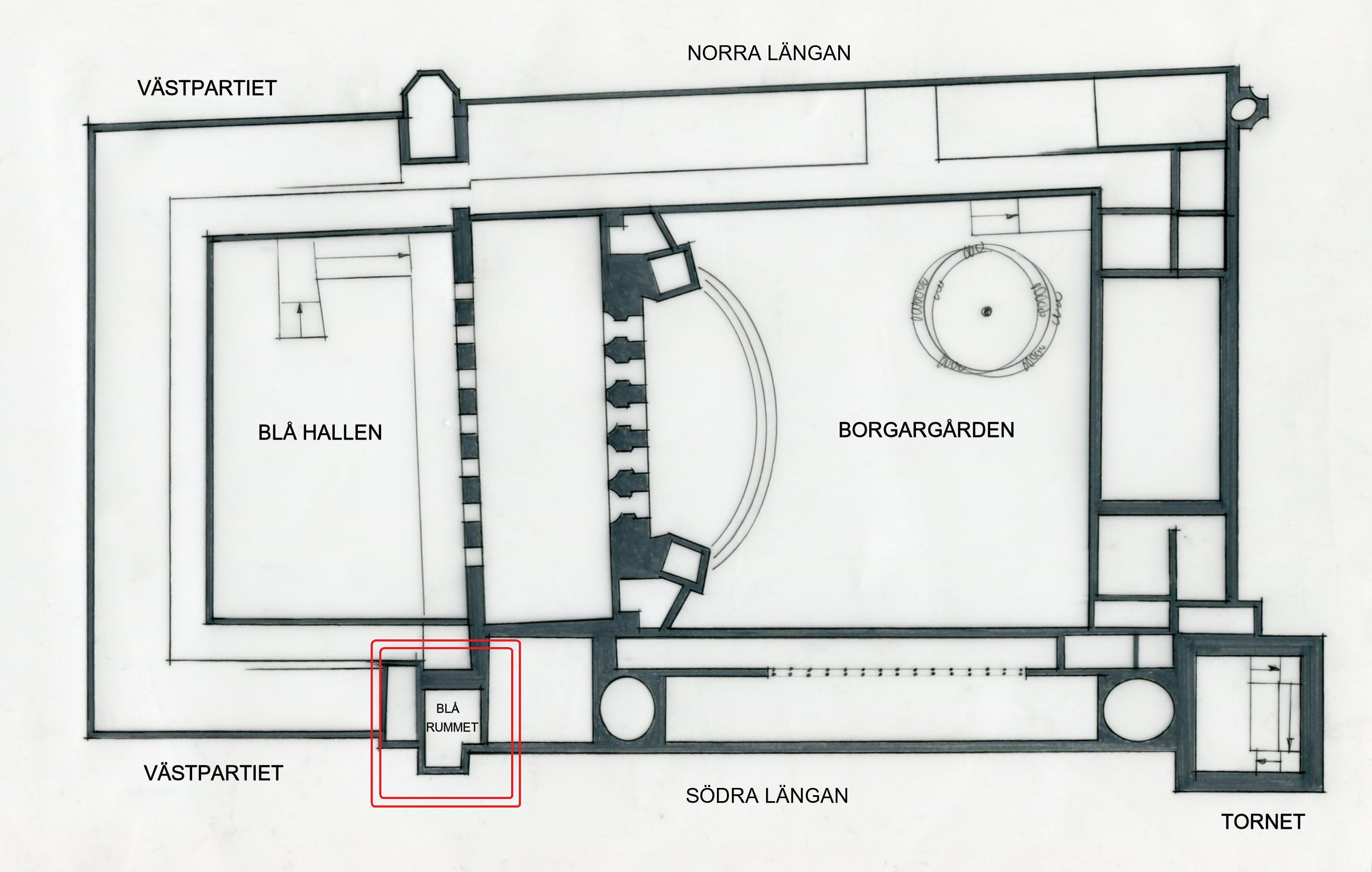
Orienteringsplan.

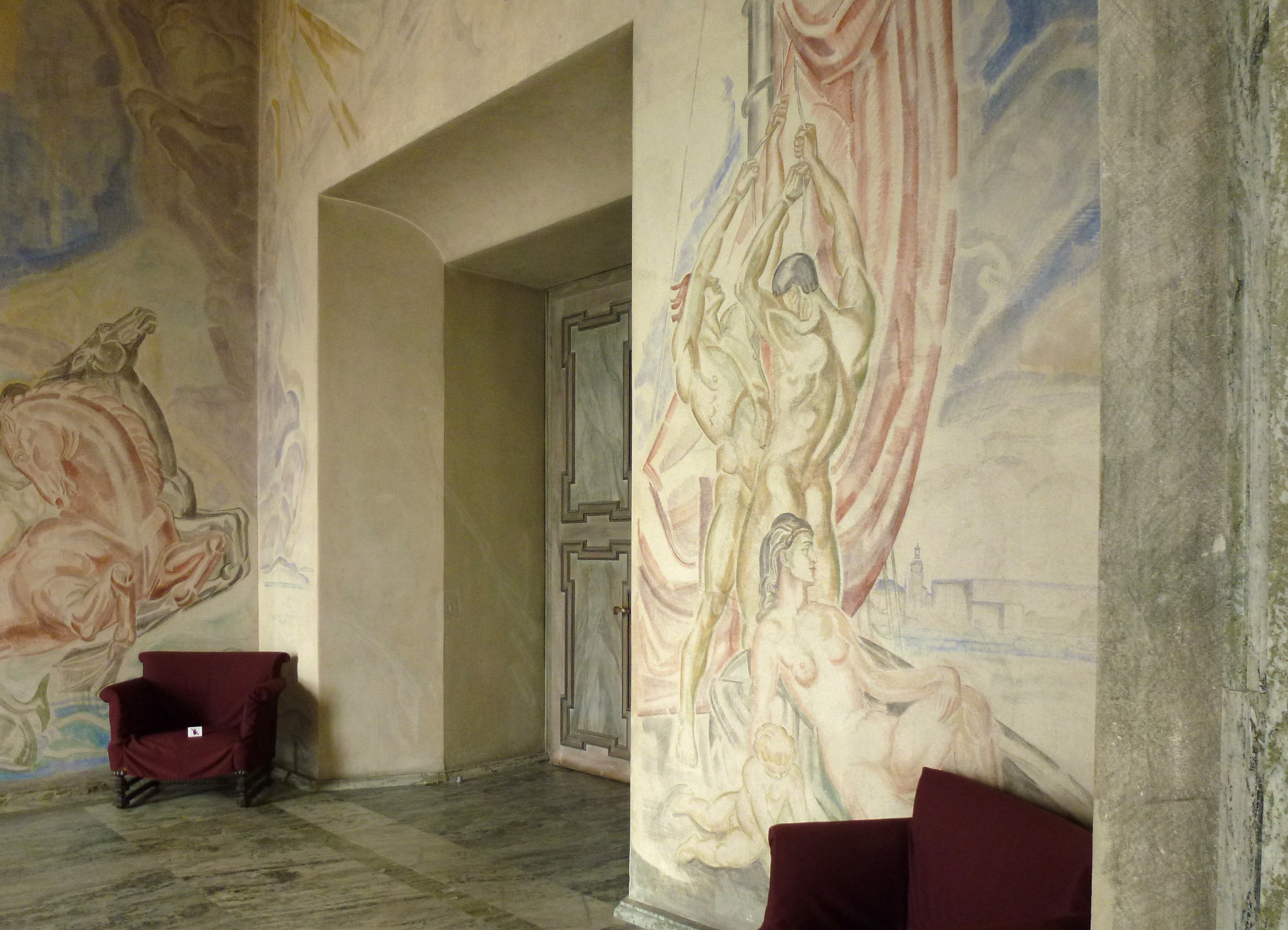
Blå rummets norra fondvägg.

Rummet domineras av Axel Törnemans väggmålning Apoteos över Stockholm som sjöstad, som upptar västra fondväggen och är en lovsång över huvudstadens skönhet. Färgskalan går i pastellblå, därav namnet "Blå rummet". Motiven är hämtade från byggnadsarbetet för Stadshuset och innehåller en rad allegoriska och symboliska element med en himladrottning som centralfigur. Samtida konstbedömare ansåg att Blå rummet utgör höjdpunkten i Törnemans konstnärliga livsverk.
Redan 1917 hade en skiss till väggmålningen beställts men först i juni 1919 fick Törneman uppdraget. Dröjsmålet berodde troligen på att Stadshusnämnden avsåg anlita Törneman för dekoreringen av Gyllene salens fondvägg med väggmålning Apoteos över Stockholm som sjöstad och att detta arbete borde prioriteras. Så blev det dock inte. En annan förklaring varför beslutet om Blå rummet dröjde kan Törnemans nya och djärvare komposition av målningen ha bidragit till.
Stadshusarkitekten Ragnar Östberg var en varm beundrare av Törnemans konst och de var även personliga vänner. Båda hade tidigare samarbetat i Östra real där Törneman skapade fresken “Tors strid med jättarna” och Östberg hade ritat Törnemans sommarhus på Runmarö. Törneman hade ytterligare en god vän i stadshuset; Yngve Larsson, som 1921 blev kanslichef. Östberg och Larsson hade varit pådrivande för beslutet att beställa målningen.
På en tidig blyertsteckning syns fortfarande Stadshustornets trubbiga tornavslutning och på skiss från 1918 valde Törneman att visa Stadshustornet utan byggnadsställning och med skulpturen Sankt Erik på tornaltanen. Det ändrades dock i den slutgiltiga versionen. Denna al-seccomålning (kalkmålning på torr puts) blev klar i maj 1920 och godkändes av Östberg och prins Eugén. Eugén stod för väggmålningarna i Prinsens galleri. Även de övriga väggarna samt kassettaket är dekorerade av Törneman och hela arbetet blev färdig i maj 1923, cirka en månad innan Stadshusets invigning.
Ursprungligen var golvet i Blå rummet belagt med ekparkett, vars gulaktiga färgton inte passade till väggmålningarnas kulör. Parketten byttes ut mot plattor av kolmårdsmarmor.

## Från skiss till färdig målning

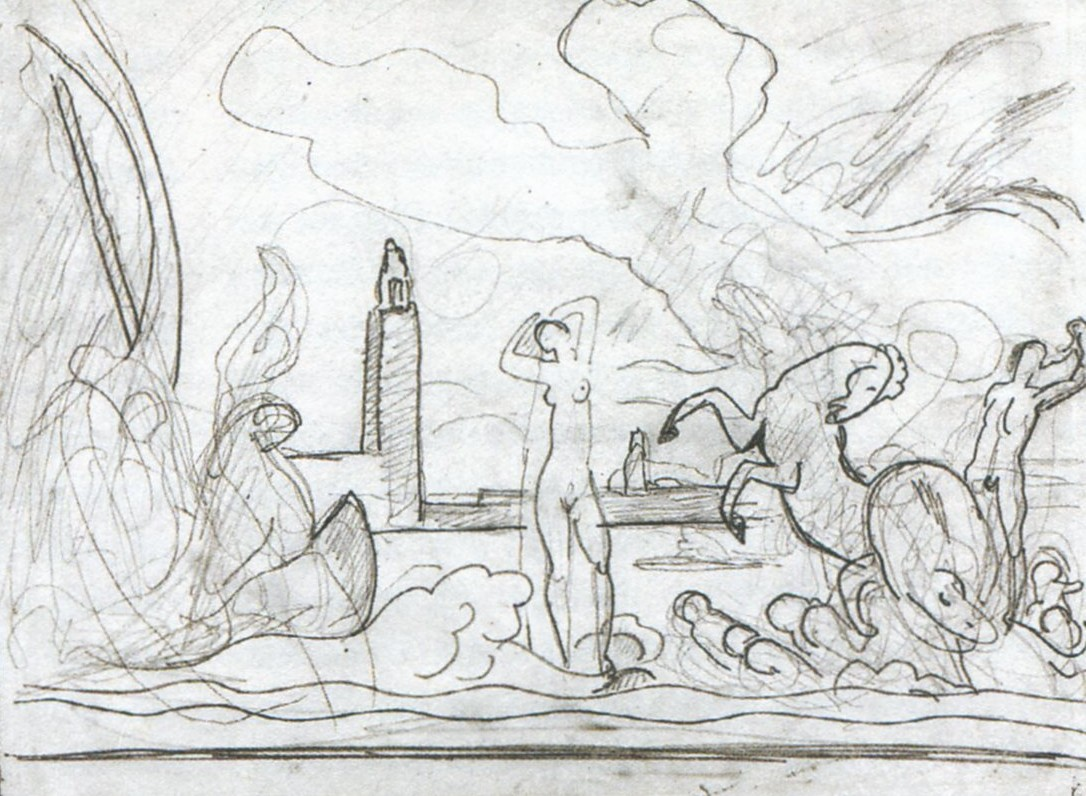
Tidig blyertsskiss
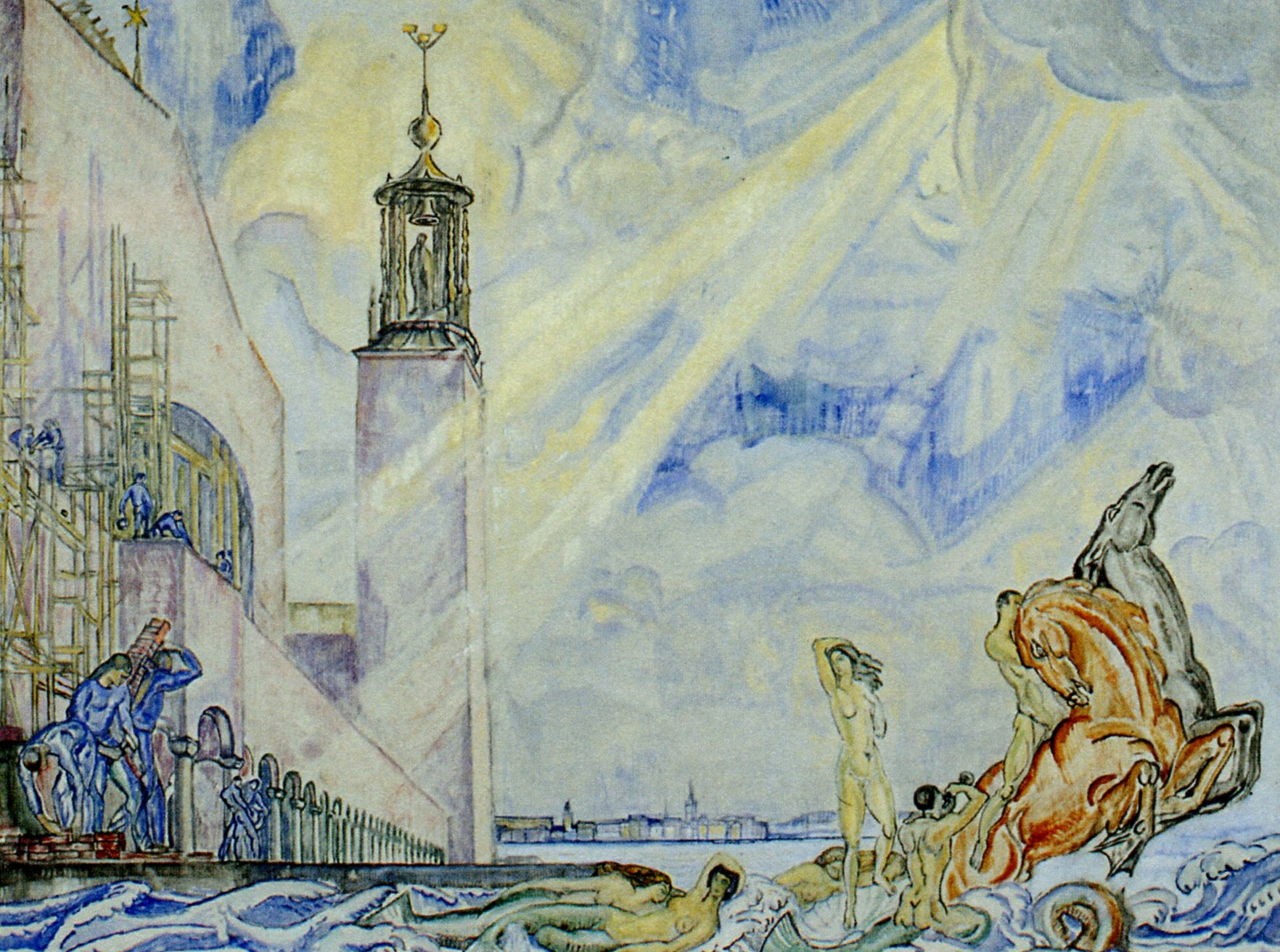
Färgskiss från 1918
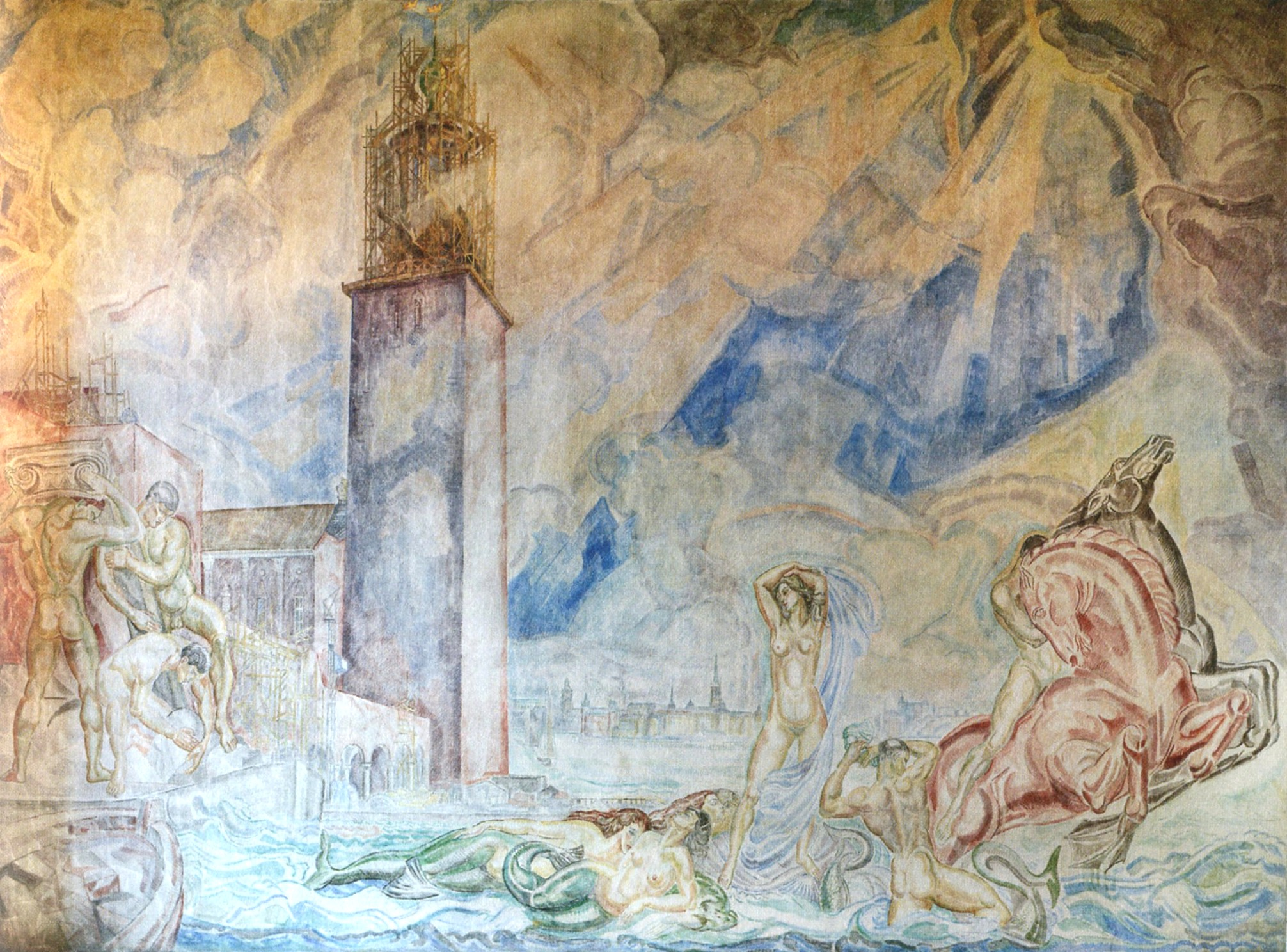
Den färdiga målningen
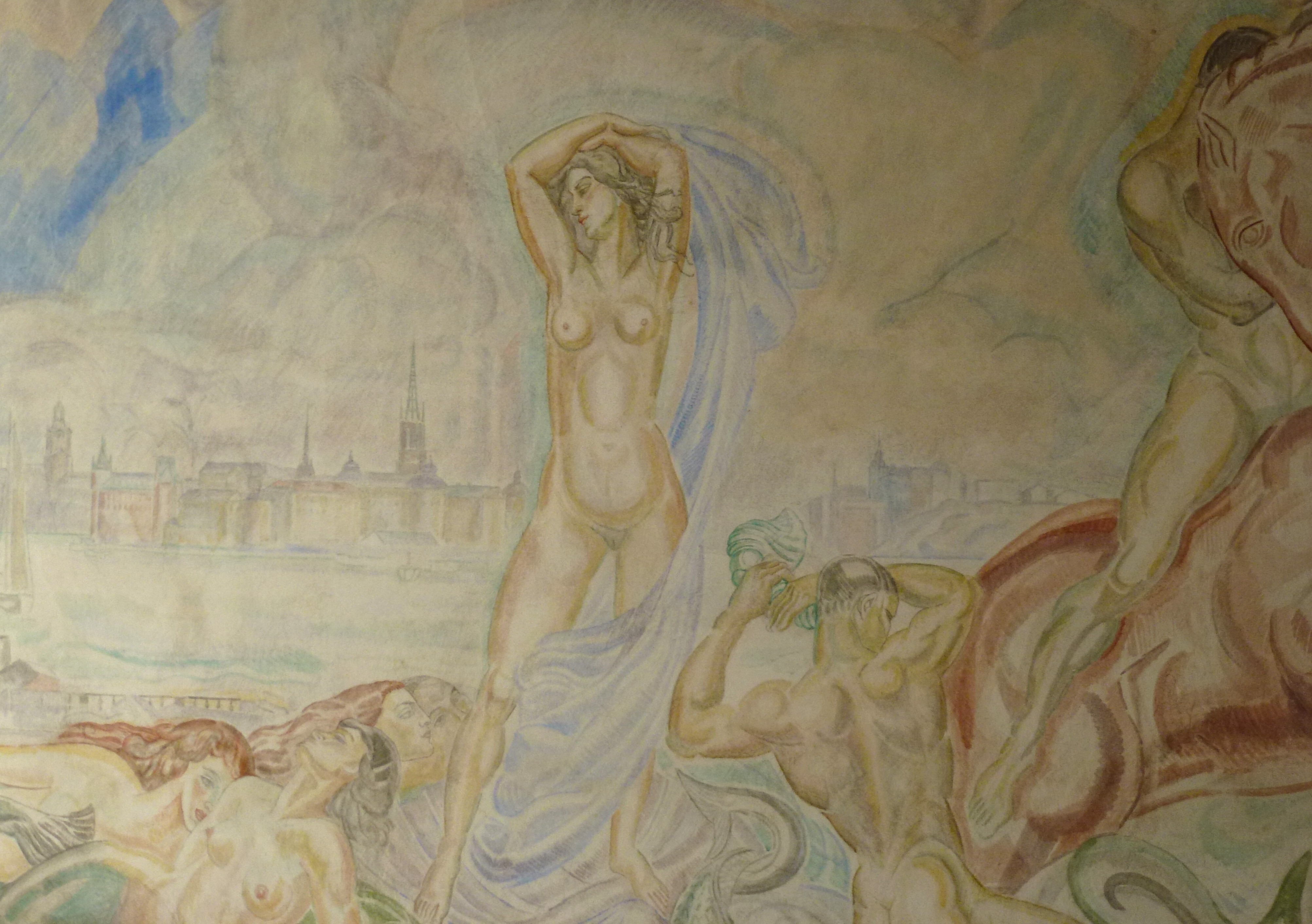
Detalj visande "Himladrottningen"